# Fotbalový Klub Bohemians Praha
Il Fotbalový Klub Bohemians Praha a.s., noto come Bohemians Praha, è stata una società calcistica ceca con sede a Praga. Ha giocato per due stagioni nella prima divisione del campionato ceco. La squadra giocava le partite casalinghe sul terreno dello Stadion Evžena Rošického, che precedentemente era stato teatro degli incontri casalinghi dello Slavia Praga, nell'attesa della costruzione del nuovo Stadion Eden. Il club fallisce nel 2016, dopo vent'anni di esistenza nel calcio ceco, vincendo per tre volte il campionato di terza divisione.

## Cronistoria
- 1996 - Fondato come FC DROPA ČKD Kompresory
- 1996 - Rinominato FC Střížkov Praha 9
- 2005 - Rinominato FK Bohemians Praha
- 2016 - Il club si scioglie

### TJ Kompresory
- 1905 Tatra Prosek
- 1969 TJ ČKD Kompresory
- 1994 TJ Kompresory
- 1996 Fusione con FC DROPA Střížkov

### FC DROPA Střížkov
- SK Střížkov Praha
- Sokol Střížkov
- SK Střížkov Praha 8
- TJ Střížkov
- FC Střížkov
- FC DROPA Střížkov
- 1996 Fusione con TJ Kompresory

## Palmarès

### Competizioni nazionali
- Druhá Liga: 1

2007-2008
- Česka fotbalová liga: 3

2006-2007, 2010-2011, 2014-2015

### Altri piazzamenti
- Coppa della Repubblica Ceca:

Semifinalista: 2007-2008
- Druhá Liga:

Terzo posto: 1997-1998, 2003-2004